# Sanango
Sanango, monotipski biljni rod iz porodice gesnerijevki (Gesneriaceae) smješten u vlastitu potporodicu Sanangoideae. Jedina vrsta je S. racemosum iz Ekvadora i Perua

## Opis roda
Sanango je malo stablo, c. 15 m. visoko, s vrlo tvrdim drvetom. Rod sadrži samo jednu vrstu, S. racemosum koja se također naziva S. durum.
Nalazi se samo u Peruu, u šumama između 300 m i 750 m nadmorske visine.
Ovaj zagonetni monotipski rod, prethodno svrstan u druge porodice uključujući Loganiaceae, Buddlejaceae i Scrophulariaceae, nedavno je dodijeljen Gesneriaceae od strane nekih autora, koji su u zajedničkom projektu istraživali rod u anatomskom, kemijskom i molekularnom pogledu (Dickison 1994, Jensen 1994, Norman 1994, Wiehler 1994, Smith i dr. 1994). Položaj koji je zamislio Wiehler (pleme Gesnerieae), slabo je potkrijepljen karakteristikama i zahtijevao je potvrdu.
Nedavne molekularne i DNK studije potvrdile su Sanangovo mjesto unutar Gesneriaceae, u vlastitoj mono-specifičnoj potporodici.

## Sinonimi
- Gomara Ruiz & Pav.
- Gomaranthus Rauschert
- Gomaria Spreng.
- Sanango durum G.S.Bunting & J.A.Duke
- Gomara racemosa Ruiz & Pav.
- Gomaranthus racemosus (Ruiz & Pav.) Rauschert